# Ana Villafañe
Ana Teresa Villafañe (Miami, Florida, 5 de junio de 1989) es una actriz y cantante estadounidense, conocida por su interpretación del icono pop Gloria Estefan en el musical de Broadway On Your Feet.

## Carrera
Ana nació el 5 de junio de 1989 en Miami, Florida. Se graduó de la Universidad Loyola Marymount en Los Ángeles, California. Es de origen cubano y salvadoreño.
Los créditos cinematográficos y televisivos de Villafañe incluyen la galardonada Magic City Memoirs (producida por Andy Garcia), Hiding, Los Americans, South Beach (ambientada en su Miami natal) y Max Steel, donde se desempeñó como la protagonista femenina.
En el otoño de 2014, Gloria Estefan y Emilio Estefan -junto a los productores y el equipo creativo de su musical biográfico On Your Feet!- lanzaron una búsqueda de casting internacional apodada "Reach Gloria", ofreciendo a artistas de todo el mundo una oportunidad de hacer parte del elenco musical de la obra. Miles de aspirantes a Broadway -desde Los Ángeles, Australia, Colombia y Singapur- audicionaron para sus papeles presentando vídeos en línea o asistiendo a una de las dos convocatorias abiertas celebradas en la ciudad de Nueva York y la ciudad natal de los Estefan, Miami. Villafañe se enteró del casting en Miami y, aunque no pudo asistir, envió a la oficina de casting una audición en vídeo. Tres días después fue convocada para una audición por el director del programa, Jerry Mitchell. El 13 de abril de 2015, Villafañe y Josh Segarra fueron anunciados en el programa Today Show de NBC como las estrellas del musical de Broadway.
Villafañe hizo su debut en Broadway en el papel el 5 de octubre de 2015, antes de la noche de apertura oficial del espectáculo en el Teatro Marquis el 5 de noviembre de 2015. Tanto ella como el espectáculo recibieron críticas entusiastas. La artista se unió más tarde a varios artistas latinos para grabar la canción "Almost Like Praying" de Lin-Manuel Miranda en 2017. Todos los ingresos de la canción 
fueron para ayudar a Puerto Rico después de ser devastado por el huracán María.

## Filmografía

### Películas
| Año  | Título                    | Papel                    | Notas      |
| ---- | ------------------------- | ------------------------ | ---------- |
| 2008 | Dostana                   | Modelo                   |            |
| 2009 | I Love You Phillip Morris | Chica en bikini          |            |
| 2011 | Magic City Memoirs        | Catalina                 |            |
| 2012 | Hiding                    | Jo Russo / Alicia Torres | Video      |
| 2012 | Adam & Abby               | Abby Apfelbaum           | Video      |
| 2013 | Grand Theft Auto V        | Población local (voz)    | Videojuego |
| 2016 | Max Steel                 | Sofía Martínez           |            |
| 2018 | History of Them           | Luna Reyes               | Telefilme  |

### Series
| Año         | Título                 | Papel                 | Notas                                           |
| ----------- | ---------------------- | --------------------- | ----------------------------------------------- |
| 2010        | America's Most Wanted  | Felicia Ruiz          | 1 episodio, "Jesús Salazar"                     |
| 2011        | Los Americans          | Jennifer              | 7 episodios                                     |
| 2013        | Rizzoli & Isles        | Isabella Valdez       | 1 episodio, "But I Am a Good Girl"              |
| 2015        | South Beach            | Carmen Suárez         | 6 episodios                                     |
| 2016        | Mozart in the Jungle   | Esposa de Rodrigo     | 1 episodio, "You're the Best or You F'ing Suck" |
| 2019        | Sunnyside              | Diana Barea           | 5 episodios                                     |
| 2020        | New Amsterdam          | Dra. Valentina Castro | 11 episodios                                    |
| Actualmente | Younger                | KT                    |                                                 |
| Actualmente | To Whom It May Concern |                       |                                                 |